# Le syndrome de Peter Pan
Le syndrôme de Peter Pan ist das dritte Studioalbum der französischen Sängerin und TV-Persönlichkeit Elisa Tovati. Es erschien am 12. August 2011 in Frankreich, erhältlich als Musikdownload und auf CD und erreichte Nummer 45 der französischen Albencharts.

## Singles
- Il nous faut ist die zuerst veröffentlichte Single des Albums, erschienen am 11. Mai 2011. Sie erreichte Nummer 6 der französischen Singlecharts.

## Tracklist
| #  | Titel                    | Kommentar      | Länge |
| -- | ------------------------ | -------------- | ----- |
| 1  | Le syndrôme de Peter Pan |                | 4:11  |
| 2  | Une larme, Penny Lane    |                | 3:14  |
| 3  | Ex-Princesse             |                | 3:19  |
| 4  | Barbapapa                |                | 3:00  |
| 5  | Il nous faut             | feat. Tom Dice | 3:08  |
| 6  | La vie devant soi        |                | 2:22  |
| 7  | La fille dans la glace   |                | 3:09  |
| 8  | Ciel Grigri              |                | 3:10  |
| 9  | Post It                  |                | 2:54  |
| 10 | L’abcd                   |                | 2:53  |
| 11 | La femme du magicien     |                | 3:08  |
| 12 | Sunset Bld               |                | 3:20  |

## Chartplatzierungen
| ChartsChartplatzierungen | Höchstplatzierung | Wochen |
| ------------------------ | ----------------- | ------ |
| Frankreich (SNEP)        | 45 (18 Wo.)       | 18     |
| Wallonie (Ultratop)      | 33 (8 Wo.)        | 8      |